# Kusztiriakowo
Kusztiriakowo (ros. Куштиряково) – wieś (sieło) w Rosji, w Baszkortostanie, w rejonie bakalińskim. W 2010 liczyła 345 mieszkańców.